# Tipula macarta
Tipula macarta är en tvåvingeart som beskrevs av Alexander 1936. Tipula macarta ingår i släktet Tipula och familjen storharkrankar. Inga underarter finns listade i Catalogue of Life.